# Campeonato Gaúcho
Campeonato Gaúcho är distriktsmästerskapet i fotboll i delstaten Rio Grande do Sul i Brasilien. De två mest framgångsrika lagen i mästerskapet är Internacional och Grêmio med 40 respektive 36 mästerskapssegrar. Sedan 1940 har antingen Internacional och Grêmio vunnit mästerskapet förutom vid två tillfällen, 1998 då Juventude vann och 2000 då Caxias vann.